# Cyphochilus ochraceus
Cyphochilus ochraceus är en skalbaggsart som beskrevs av Moser 1915. Cyphochilus ochraceus ingår i släktet Cyphochilus och familjen Melolonthidae. Inga underarter finns listade i Catalogue of Life.